# Arouem
Arouem, parfois appelé Arouema, est un village du département et la commune rurale de Kaya, situé dans la province du Sanmatenga et la région Centre-Nord au Burkina Faso.

## Géographie

### Situation et environnement
Arouem est situé à 3 km à l'est de Zincko (dans le département voisin de Mané), à 5 km à l'ouest de Sian, à environ 17 km à l'ouest du centre de Kaya, la principale ville de la région.

### Démographie
- En 2003, le village comptait 810 habitants estimés[2].
- En 2006, le village comptait 847 habitants recensés[1].

## Économie
Situé entre Sian et Zincko, le village d'Arouem bénéficie des activités et services de ces deux importantes localités du secteur.

## Transports
Le village est à environ 5 km au nord de la route régionale 14 reliant Kaya à Mané.

## Éducation et santé
Le centre de soins le plus proche d'Arouem est le centre de santé et de promotion sociale (CSPS) de Zincko ou celui de Sian tandis que le centre hospitalier régional (CHR) se trouve à Kaya.
Le village possède une école primaire publique.